# 9499 Екскалібур
9499 Екскалібур (9499 Excalibur) — астероїд головного поясу, відкритий 29 вересня 1973 року.
Тіссеранів параметр щодо Юпітера — 3,273.